# 철고랑

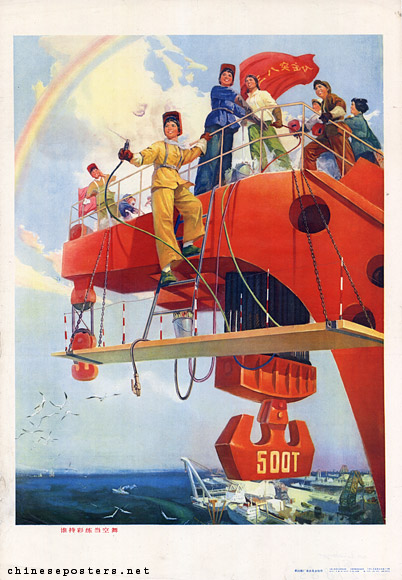
1970년 중국공산당 선전포스터.

철고랑(중국어 간체자: 铁姑娘, 정체자: 鐵姑娘, 병음: tiěgū‧niang)은 1950년대에서 1970년대까지 중화인민공화국에서 유행했던 말이다. 고압선 가선공, 농장일 등 주로 남성의 일로 여겨져 온 고된 육체노동에 종사하며 높은 생산성을 발휘하는 여성노동자 집단을 우상화하는 표현이었다. 철고랑 여성들은 특히 1960년대 문화대혁명 시기에 낡은 성규범의 변화의 상징이었고, 문혁이 지나간 이후에는 그 반대급부로 거센 비판의 대상이 되었다. 모택동이 사망하고 문혁이 종결된 이후 철고랑이라는 신여성상은 조롱의 대상으로 전락했고, 중국공산당 정부는 여성들에게 전통적인 여성의 성역할로 돌아갈 것을 권장했다.